# 前田利武
前田 利武（まえだ としたけ、元治元年12月11日（1865年1月8日） - 1890年（明治23年）4月23日）は、前田侯爵家の分家の男爵。金沢藩主前田斉泰の十二男。
1881年（明治14年）3月に分家し、特旨によって華族に列せられる。明治16年（1883年）1月にイギリス、ケンブリッジのキングス・カレッジに留学する。明治17年（1884年）7月、華族令が公布されると男爵に叙爵され、同年暮にカレッジを卒業した。1890年（明治23年）に死去した。

## 家族・親族
『平成新修旧華族家系大成』に夫人の記載はない。養子として元富山藩主前田利聲の三男の芳明が迎えられ、利功（としこと、1888年 - 1962年）と名乗った。
利功は、利武の死に伴い1890年（明治23年）5月22日に家督を継いだ。『平成新修旧華族家系大成』によれば利功には5人の男子があった。利功の嫡男利貴は、第二次世界大戦に出征するが、戦後にインドネシアで戦犯として処刑されている。